# Louis Bour
Pour les articles homonymes, voir Bour.
Louis Bour, né le 1er mai 1909 à Paris 9e et décédé le 31 mai 1998 à Paris 16e, est un homme politique français et membre fondateur des Restos du cœur.

## Biographie
En 1946, il s'engage en politique et participe à la création du MRP. Aux élections législatives il est élu député de la Seine de 1946 à 1951 pour le MRP. En 1951, il devient membre du Conseil économique (1951-1959) puis du Conseil économique et social (1959-1974) où il représente les entreprises nationalisées et préside la section des PTT puis celle des transports.